# Chanduy
Der Chanduy ist ein kühler Fallwind (ähnlich dem Föhn), der in Guayaquil/Ecuador in der Trockenzeit insbesondere am Nachmittag auftritt. Seine Hauptzeit ist zwischen Juni und November.